# Baeckea leptocaulis
Baeckea leptocaulis är en myrtenväxtart som beskrevs av Joseph Dalton Hooker. Baeckea leptocaulis ingår i släktet Baeckea och familjen myrtenväxter. Inga underarter finns listade i Catalogue of Life.